# Gen¹³
Pour les articles homonymes, voir Gen.
Gen¹³ est une série de comics créée par Jim Lee et Brandon Choi au scénario et J. Scott Campbell au dessin. Elle était publiée aux États-Unis par le label Wildstorm des éditions Image Comics. Les auteurs suivants incluaient John Arcudi et Adam Warren. Cette bande dessinée raconte les aventures d'une équipe désorganisée de cinq adolescents (trois filles et deux garçons) aux super-pouvoirs et de leur mentor.

## Histoire
L'histoire de Gen 13 a lieu dans l'univers Wildstorm et croise parfois les aventures d'autres bandes dessinées de Lee, comme Wildcats et Team 7 (en fait, chacun des personnages principaux de Gen 13 est l'enfant d'un membre de la Team 7). La série bénéficiait d'un graphisme éclatant, attirant rapidement l'attention de lecteurs qui devinrent vite fidèles.[réf. nécessaire]
Les adolescents devaient à l'origine simplement participer à un projet gouvernemental, mais ils apprirent que ce projet couvrait des tests génétiques dans un environnement quasi-carcéral. C'est après avoir manifesté leurs pouvoirs surhumains qu'ils s'évadent et se retrouvent recherchés comme des dangereux criminels. Leur seul espoir est de parvenir à joindre leurs forces pour combattre leurs ennemis et découvrir leurs liens avec la Team 7.
Après des débuts à succès, le cocréateur et dessinateur J. Scott Campbell passe les rênes de la série à d'autres (Ed Benes, Gary Frank, Lee Bermejo…) pour se consacrer à sa propre série à succès, Danger Girl.
Le série donnera également lieu à des one-shot, mini-séries, crossover avec d'autres personnages, numéros spéciaux ainsi qu'à des séries dérivées comme DV8, contre-partie plus sombre, ou Gen 13 Bootleg, qui offrait à des artistes la possibilité de donner leur vision des personnages.
Malgré l'ajout de rebondissements et la collaboration de multiples dessinateurs, la popularité de la série déclina jusqu'à ce que Wildstorm décide de faire exploser toute l'équipe avec une bombe de 6 mégatonnes (numéro 76, juillet 2002). 
La publication de la série ne fut pas interrompue à ce moment-là, reprenant simplement à 0 avec de nouveaux personnages dont les aventures étaient scénarisées par le vétéran Chris Claremont. Cette version ne connut pas le succès et s'arrêtera au bout de 17 numéros.

## Personnages
Les personnages de base de Gen 13 étaient :
- Caitlin Fairchild : Une fille ordinaire dont la densité des muscles s'est spontanément accrue, lui conférant force, agilité, vitesse et endurance surhumaines. La manifestation de son statut "Gen-active" causa un accroissement de sa masse musculaire, réduisant ses vêtements en miettes. Fairchild est de loin le membre du groupe le plus intelligent.
- Bobby « Burnout » Lane : Fils de John Lynch (le mentor de Gen13), Bobby manifesta le pouvoir de générer et de manipuler du plasma cohérent de haute énergie, qui explose en exposition à l'oxygène. Plus tard il développe le don de voler, ainsi que des pouvoirs télépathiques.
- Roxanne « Freefall » Spaulding : « Roxy » est la plus jeune des adolescents Gen-actifs, avec le pouvoir d'annuler l'effet de la gravité sur elle-même. Elle est amoureuse de Grunge et est jalouse du physique de Fairchild. Elle garde Queelocke comme « animal de compagnie ». On découvre plus tard qu'elle et Fairchild sont des demi-sœurs.
- Sarah Rainmaker : Rainmaker peut influencer la météo, manipuler les courants aériens pour lui permettre de voler et diriger l'eau d'un geste. Des bracelets amplificateurs lui permettent de projeter des éclairs. Rainmaker est apache et lesbienne.
- Percival Edmund « Grunge » Chang : Capable de copier la structure moléculaire de n'importe quel matériau qu'il touche (et peut partiellement étendre ce pouvoir aux autres), Grunge aime le surf et le sommeil. Il est ceinture marron dans cinq arts martiaux, et possède une mémoire photographique qui lui permit au collège de suivre les mêmes cours que Fairchild (à la grande surprise de celle-ci).
- John Lynch : Ancien membre de la team 7, père de Bobby Lane et mentor de l'équipe.
- Anna : un androïde assassin lourdement armé, programmé pour servir de bonne aux membres de Gen 13, et pour les aimer comme ses propres enfants.

## Anecdotes
Le titre original de Gen X fut changé en Gen 13 après que Marvel ait menacé le studio de poursuites légales pour utilisation de leur marque de fabrique "X", d'autant qu'ils voulaient lancer une série dérivée de X-Men intitulée Generation X. Le fait que Jim Lee venait de quitter Marvel où il assurait le succès des X-Men n'arrangeait rien. Les ressentiments se tassèrent rapidement puisque Lee retravailla pour Marvel par la suite sur Iron Man et les Fantastic Four et qu'un cross-over entre Gen 13 et Generation X suivit quelque temps après.

## Publications

### France
Gen 13 a été publié en kiosques par Semic dans une revue éponyme (jusqu'à l'épisode 52 US, dans le numéro 30 de la revue) puis dans la revue Wildstorm (épisodes 54 à 59 dans les numéros 1 à 6 de la revue).
Gen 13 a été publié en librairie par les Éditions USA.

## Autres médias
En 1998, Kevin Altieri (Batman contre le fantôme masqué) fut le metteur en scène d'une série animée Gen 13 pour Buena Vista Pictures, une filiale de Disney. Malheureusement, la série ne fut pas vue par beaucoup de monde, puisqu'elle fut annulée lorsque Wildstorm fut racheté par DC Comics, une société de Time Warner. Un film, Gen¹³, est disponible en version française en cassette VHS.